# Karpina (struga)
Karpina (Karpinka, do 1945 niem. Karpiner Bach) – struga w zlewisku Morza Bałtyckiego (Zalew Szczeciński) o długości 10,81 km i powierzchni zlewni 39,96 km².
Struga wypływa z jeziora Karpino. Płynie w kierunku wschodnim na terenie powiatu polickiego, przez miejscowości Karpin, Drogoradz oraz Uniemyśl. Przepływa przez Puszczę Wkrzańską. Na wschód od Uniemyśla wpada do Roztoki Odrzańskiej.
Nazwę Karpina wprowadzono urzędowo rozporządzeniem w 1949 roku, zastępując poprzednią niemiecką nazwę strugi – Karpiner Bach.